# Росана
Росана (итал. Rossana) је насеље у Италији у округу Кунео, региону Пијемонт.
Према процени из 2011. у насељу је живело 625 становника. Насеље се налази на надморској висини од 524 м.

## Становништво
Према резултатима пописа становништва 2011. у општини је живело 909 становника.
| 1931. | 1936. | 1951. | 1961. | 1971. | 1981. | 1991. | 2001. | 2011. |
| ----- | ----- | ----- | ----- | ----- | ----- | ----- | ----- | ----- |
| 1.988 | 1.908 | 1.576 | 1.414 | 1.156 | 1.009 | 979   | 934   | 909   |